# ジェンダー・フェミニズム
ジェンダー・フェミニズム (Gender feminism) というのは、クリスティーナ・ホフ・ソマーズが、著書 "Who Stole Feminism" (Simon & Schuster, 1994) の中で造った用語である。
ホフ・ソマーズは、この用語を、現代の性役割を批判し、全廃することを望むたぐいのフェミニズムを説明するために使っており、これが、現代のフェミニスト理論の多くの本質的な特徴であると主張する。その代わりにホフ・ソマーズが好むのがエクイティ・フェミニズム （これも同書でジェンダー・フェミニズムと対立するものとして造られた用語）で、その目標は、女性と男性の完全な法的平等および機会均等の確立である。ホフ・ソマーズは、彼女が「ジェンダー・フェミニスト」と呼ぶフェミニストたちが、女性に対する優遇措置を支持し、女性を犠牲者として描くのに対し、エクイティ・フェミニズムは、フェミニズムに存続可能なもう一つの形を提供するのだと主張し、異常なほど女性中心的かつ男性差別的な、現代のアカデミックな中流階級のフェミニスト運動を批判するために、この用語を使っている。
（注）エクイティ (equity) は「公正、公平」という意味を持つ英語。